# Psyllaephagus pulvinatus
Psyllaephagus pulvinatus är en stekelart som först beskrevs av James Waterston 1922.  Psyllaephagus pulvinatus ingår i släktet Psyllaephagus och familjen sköldlussteklar. Inga underarter finns listade i Catalogue of Life.